# FC 바이에른 뮌헨 2015–16 시즌
FC 바이에른 뮌헨 2015–16 시즌은 FC 바이에른 뮌헨의 117번째 시즌이다.

## 시즌 전
시즌 전 바이에른 뮌헨의 클라우디오 피사로와 팀의 프랜차이즈 스타였던 바스티안 슈바인슈타이거 등이 팀을 떠났다. 특히 슈바인슈타이거의 이적때는 많은 팬들이 슬픔에 잠겼고 주제프 과르디올라감독도 많은 비난을 받았다. 하지만 샤흐타르 도네츠크에서 뛰던 더글라스 코스타와 유벤투스에서 뛰던 아르투로 비달 등을 영입하며 전력을 보강했다. 
텔레콤컵에서 바이에른 뮌헨은 4팀중 4위를 기록했다. 하지만 2년에 한번씩 개최되는 아우디컵에서 바이에른 뮌헨은 결승에서 레알 마드리드에 1-0 승리를 거두며 2대회 연속 우승을 거머쥐었다.

## 친선 경기
| 텔레콤컵 4강 7월 12일 | FC 바이에른 뮌헨 | 1 : 2 | FC 아우크스부르크         |  |  |  |
|                       | 티아고 7′        |       | 에스와인 29′ · 홍정호 35′ |  |  |  |
|                       |                  |       |                           |  |  |  |

| 텔레콤컵 3.4위 7월 12일 | FC 바이에른 뮌헨 | 0 : 0 (3-4 p) | 보루시아 묀헨글라트바흐 |  |  |  |
|                         |                  |               |                         |  |  |  |
|                         |                  |               |                         |  |  |  |

| 연습경기 7월 18일 | FC 바이에른 뮌헨                                | 4 : 1 | 발렌시아 CF  |  |  |  |
|                   | 뮐러 16′, 45+1′ · 티아고 54′ · 레반도프스키 69′ |       | 로드리고 27′ |  |  |  |
|                   |                                                 |       |              |  |  |  |

| 연습경기 7월 21일 | FC 바이에른 뮌헨 | 1 : 0 | 인테르 |  |  |  |
|                   | 괴체 80′         |       |        |  |  |  |
|                   |                  |       |        |  |  |  |

| 연습경기 7월 23일 | FC 바이에른 뮌헨 | 0 : 0 | 광저우 헝다 타오바오 |  |  |  |
|                   |                  |       |                      |  |  |  |
|                   |                  |       |                      |  |  |  |

| 아우디컵 4강 8월 4일 | FC 바이에른 뮌헨                           | 3 : 0 | 밀란 | 알리안츠 아레나 |  |  |
|                      | 베르나트 24′ · 괴체 74′ · 레반도프스키 85′ |       |      |                 |  |  |
|                      |                                            |       |      |                 |  |  |

| 아우디컵 결승 8월 5일 | FC 바이에른 뮌헨 | 1 : 0 | 레알 마드리드 | 알리안츠 아레나 |  |  |
|                       | 레반도프스키 88′ |       |               |                 |  |  |
|                       |                  |       |               |                 |  |  |

| 친선경기 8월 17일 | FC 바이에른 뮌헨                   | v | 디나모 드레스덴 |  |  |  |
|                   | 로번 17′ · 비달 48′ · 베르나트 74′ |   | 테스트로트      |  |  |  |
|                   |                                    |   |                 |  |  |  |

## 경기 결과

### 분데스리가
| 1 8월 14일 | FC 바이에른 뮌헨                                             | 5 : 0 | 함부르크 SV | 알리안츠 아레나 |  |  |
|            | 베나티아 27′ · 레반도프스키 53′ · 뮐러 69′, 73′ · 코스타 87′ |       |             | 관중 수: 75,000 |  |  |
|            |                                                              |       |             |                 |  |  |

### DFB-포칼
| 1라운드 8월 9일 | FC 바이에른 뮌헨                               | 3 : 1 | fc 노팅엄     | 와일드파크스타디움                  |  |  |
| 16:00           | 비달 5′ (페널티) · 괴체 17′ · 레반도프스키 26′ |       | 헥트-질플 16′ | 관중 수: 29,486 심판: 로버트 캄프카 |  |  |
|                 |                                                |       |               |                                     |  |  |

### DFL-슈퍼컵
| 결승 8월 1일 | FC 바이에른 뮌헨 | 1 : 1 (4-5 p) | VfL 볼프스부르크      |  |  |  |
|              | 로번 49′         |               | 니클라스 벤트네르 89′ |  |  |  |
|              |                  |               |                       |  |  |  |